# Associazione Sportiva Dilettantistica Imperia
La Associazione Sportiva Dilettantistica Imperia es un club de fútbol de Italia, con sede en Imperia, en la región de Liguria. Fue fundado en 1923, y refundado en varias ocasiones. Compite en la Serie D, cuarta categoría del fútbol italiano.

## Historia
La Unione Sportiva Imperia fue el equipo de fútbol de la ciudad de Imperia, fundada en 1923 (en 1924 se inició la actividad), en la ciudad de Génova. Imperia, justo el mismo año de la creación de la ciudad de Liguria, renació en 1987, 2008 y 2012.
En la década de 1920 que sostiene la dominación en la provincia de Ventimiglia . En la zona también había otro equipo importante : el Sanremo , pero se aferró gratuito Unión Italiana de Fútbol , que en 1934 cambió su nombre por el de Sección de Propaganda.
Al comienzo de la 1928/29 Campeonato de Imperia se sitúa en el grupo A de la Segunda División , gestionado por las Divisiones Directorio de Baja Norte . En la temporada 1929-30 , ganando el Grupo A de la Segunda División , con suficiente antelación , que ganó el ascenso a la Primera División, precursor del torneo Serie C , clase de la que fue miembro fundador en 1935 , donde permaneció hasta 1939 , cuando tiene que renunciar a causa de dificultades financieras . En la siguiente temporada 1939/40 se encuentra dentro de las filas de las organizaciones regionales que se suscriben a la Primera División Ligure , que jugó en la liga a pesar del inicio de la Segunda Guerra Mundial (sin campeonato, incluso regional , fue suspendido hasta la temporada 1942/43 ) .
En 1946 , el Grupo de Imperia A es admitido en la Serie C del norte de Italia : Plaza de la 17 ª posición y pedir a la repesca . En la temporada 1947-48 , con el quinto lugar en el Grupo A fue admitido en la Promoción Imperia, donde permaneció hasta 1952 , ya relegado al Ligure Promoción debido a la necesaria mejora deseada por el presidente de la FIGC Ottorino Barassi . El Imperia re - emerge de los campeonatos regionales , al final de la temporada 1958-59 . En 1959 , de hecho , ganó la segunda ronda del Campeonato Nacional Amateur de Liguria y se clasificó para la nueva Serie D.
Las estaciones se suceden con dos segundos puestos en 1961 y 1963 . En 1967, el riesgo de descenso con un 16 º lugar , pero se salvó gracias a la ampliación de los grupos. En 1970 fue ascendido a la Serie C , ganando el grupo A de la Serie D.
Obtiene un 12 º lugar , pero en 1972 fue 19.ae retrocede de nuevo en la Serie D. En 1978 gana su grupo y fue admitido en la nueva Serie C2 , situándose inmediatamente 5.a. Al año siguiente , sin embargo , se aleja de nuevo. La oscilación continúa y en 1980 ganó el Grupo A y de la Serie D de nuevo en C2. Esta vez, la estancia es un poco más largo , coronado por dos lugares noveno , pero se aleja de la clasificación se divorció en 1985 , terminando en el puesto 18 .
Nell'Interregionale espalda ( que mientras tanto había sustituido a la Serie D ) se cierran inmediatamente la promoción , gracias a la cesión de la antigua Fiorentina delantero Claudio Desolado , pero luego retrocede en la promoción de la UEFA en 1987 . Los problemas continúan al año siguiente : un mediocre puesto 12 después de los EE.UU. Imperia se eliminará de forma permanente de la liga por incumplimientos financieros. Se absorbe por el recién A. S. Imperia 1987 ganó el campeonato de ese año la categoría 3.a , y luego admitió en 2.a Categoría Ligure .
En los años siguientes estuvo en pie en 1991 y de nuevo Ligure Promoción, asumiendo al año siguiente el nombre de Associazione Calcio Imperia. En 1993 ganó la ronda y se promueve la excelencia , que en 1996 alcanzó el Campeonato Nacional Amateur .
En 1998 tomó el nombre Imperia fútbol y en 1999 logró el ascenso a la Serie C2 , que se aleja , sin embargo , inmediatamente después de la obra - en contra de Novara.
En 2001 fue 17 º en el Grupo A de la Serie D, se aleja en excelencia , pero se sacó . Resume el nombre Unione Sportiva Calcio 1923 Imperia.
En 2004 se aleja de verdad, pero en 2006 la participación de la reconquista de la Serie D. La vuelta en la máxima categoría del fútbol amateur , sin embargo , no termina del club tribulaciones corporativa Liguria: en marzo de 2008 el Imperia EE.UU. de 1923, agobiado por las deudas y que ya cuenta con tres derrotas de suspensión de la carga , es un paso de la radiación que llega a 19 de mayo 2008 después de no aparecer en el juego del play- con la zona de Novi .
En la temporada 2008-2009 fue re- fundada en la Segunda Categoría Ligure con el nombre de la CIA Imperia fútbol muy pronto ascendido a Primera Categoría Ligure . El equipo mantiene la histórica Nerazzurri y juega en el estadio Nino BBW .
En la temporada siguiente , una nueva victoria que le valió su acceso a la Liga para la Promoción Ligure .
En la siguiente parte como favorito , pero en la pelea por el campeonato en el primer lugar con equipos como Andora, Ceriale, Voltrese y Finale , concluye la temporada en segundo lugar y tiene acceso a los playoffs donde por primera vez se encuentra con el Colli di Luni ( derrotado en los penaltis ) y luego el Campomorone , ganando 5-1 en Génova e Imperia 5-0, ganando así el ascenso a la Excelencia.
En 2011-2012 ganó su segunda Copa de Liguria y la Promoción de la Excelencia paliza en los penaltis Sestri Levante acabado la liga de Excellence Liguria en 5 º lugar .
En el verano de 2012 , se liquida la empresa después de la rendición de la inscripción a la liga de Excellence Liguria 2012-13, después de haber acordado con el  ASD Pro Imperia tener un único club de fútbol de la ciudad. Los niños y el personal del sector de la juventud de la CIA Imperia Calcio se agregan a AS.D. Imperia (el nuevo nombre de la Pro Imperia ), que detecta la Imperiello rodaje de Dolcedo con sus deudas de la cubierta. En la temporada 2012-2013 el ' A.S.D. Imperia participa en la Serie D del retroceso en Eccellenza Liguria.

## Palmarés

### Torneos nacionales
- Serie D (3): 1969-70 (Grupo A), 1977-78 (Grupo A), 1980-81 (Grupo A)
- Campionato Nazionale Dilettanti (1): 1998-99 (Grupo A)

### Torneos regionales
- Seconda Divisione (1): 1929-30 (Grupo A)
- Eccellenza Liguria (3): 2005-06, 2019-20, 2023-24
- Prima Categoria Liguria (1): 2009-10 (Grupo A)
- Seconda Categoria Liguria (1): 2008-09 (Grupo A)
- Copa Italia de Aficionados Liguria (4): 2005-06, 2011-12, 2022-23, 2023-24

- Datos: Q4647323